# コリングウッド・ウォリアーズSC
コリングウッド・ウォリアーズ・サッカー・クラブ（英語: Collingwood Warriors Soccer Club）は、オーストラリア・メルボルンを本拠地としたサッカークラブ。

## 概要
オーストラリアンフットボールのコリングウッドFCとサッカーのハイデルベルク・ユナイテッドFCの合弁クラブとして設立された。
ホームユニフォームはコリングウッドをベースにした黒と白の縦縞、アウェーユニフォームはハイデルベルクの黄色を縞に使用しており、ロット製であった。
ホームグラウンドはヴィクトリア・パークで、コリングウッドと共有する形で使用していた。

## 歴史
1996-97シーズンにオーストラリアン・ナショナルサッカーリーグに参戦。監督にゾラン・マティッチを据えてNSLカップで優勝、リーグでも開始7試合を無敗で突き進むなど、幸先の良いデビューをした。しかし以降は急激に失速し、終わってみれば順位表の下から2番目という順位であった。さらに1シーズン目にして資金難に陥ったために1シーズンで活動終了となった。
最多出場はゴールキーパーのフランク・ユーリッチの25試合、最多得点は7得点を記録したキモン・タリアドロスとコン・ブツィアニス、ゴラン・ロザノヴスキであった。

## 所属選手
- フランク・ユーリッチ